# Ōi (Kanagawa)
Ōi (jap. 大井町 Ōi-machi) – miasto w Japonii, na wyspie Honsiu, w prefekturze Kanagawa. Według danych na rok 2020 miejscowość zamieszkiwało 17 138 mieszkańców , a gęstość zaludnienia wyniosła 1191,8 os./km².